# Кемпсон, Рэйчел
Рэйчел, леди Редгрейв (англ. Rachel, Lady Redgrave, более известная под девичьей фамилией как Рэйчел Кемпсон (англ. Rachel Kempson), 28 мая 1910 — 24 мая 2003) — британская актриса.

## Биография
Рэйчел Кемпсон родилась 28 мая 1910 в английском городе Дартмуте, графство Девон, в семье Беатрис Хамильтон и Эрика Уильяма Эдварда Кемпсона. В 1935 году она вышла замуж за английского актёра Майкла Редгрейва, от которого родила дочерей Ванессу и Линн, а также сына Корина Редгрейва, все трое которых стали актёрами. Две её внучки от дочери Ванессы, Наташа Ричардсон и Джоэли Ричардсон, также впоследствии стали актрисами.
Перед тем как вступить в Королевскую театральную шекспировскую компанию она обучалась в Академии драматического искусства в Лондоне. После этого началась её долгая театральная карьера на английских сценах. Рэйчел Кемпсон также снималась в кино и на телевидении. Наиболее известными фильмами с её участием стали «Том Джонс» (1963), «Из Африки» (1985) и «Лорна Дун» (1990).
В 1959 году её мужу был присвоен титул рыцаря, и актриса формально стала леди Редгрейв. Она умерла 24 мая 2003 года от инсульта в доме своей внучки Наташи Ричардсон в деревне Миллбрук, штат Нью-Йорк, не дожив четыре дня до своего 93-го дня рождения.

## Избранная фильмография
- 1948 — Женская месть — Эмили Мурье
- 1963 — Том Джонс — Бриджит Олворти
- 1964 — Третий секрет — Милдред Ховинг
- 1965 — Проклятие мухи — Мадам Форньер
- 1966 — Девушка Джорджи — Эллен Лимингтон
- 1966 — Гран при — Миссис Стоддард
- 1968 — Атака лёгкой кавалерии — Миссис Кодрингтон
- 1969 — Прикосновение любви — Сестра Генри
- 1970 — Джейн Эйр — Миссис Фэйрфакс
- 1980 — Маленький лорд Фаунтлерой — Леди Лоррадейл
- 1985 — Из Африки — Леди Белфилд
- 1988 — Похищенный рай — Настоятельница
- 1990 — Лорна Дун — Леди Дугал
- 1997 — Дежа вю — Мать Скелли